# 功桥镇
功桥镇是中国安徽省马鞍山市和县下属的一个镇，位于和县西南部，面积128平方公里，人口约48000人，下辖9个行政村和2个社区居委会，185个自然村。